# ميخائيل ديفيس (منافس ألعاب قوى)
ميخائيل ديفيس (بالإنجليزية: Michael Davis)‏ هو منافس ألعاب قوى جامايكي، ولد في 21 يوليو 1959.

## وصلات خارجية
- ميخائيل ديفيس على موقع أوليمبيديا (الإنجليزية)